# Haussee (Gramzow)

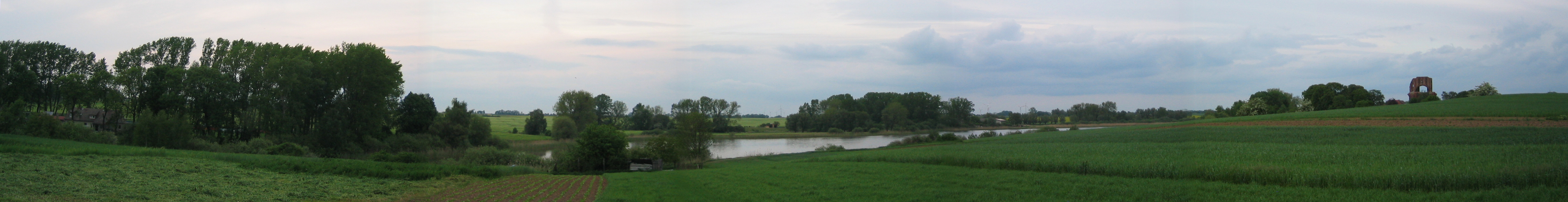
Haussee bei Gramzow

Der Haussee oder Klostersee ist ein kleiner natürlicher See auf der Gemarkung von Gramzow im Landkreis Uckermark (Brandenburg). 

## Lage
Der Haussee liegt unmittelbar nordwestlich des Ortskerns von Gramzow. Am Südufer reicht die Bebauung an einer Stelle bis fast an das Ufer heran. Am Nordufer stehen zwei Gehöfte ebenfalls dicht am Ufer. 

## Hydrographie
Der Haussee ist bis 780 m lang und bis 280 Meter breit. Er hat eine Fläche von 14,6 ha, und der Seespiegel liegt auf etwa 58 m ü. NHN. Bei der Anlage des Seenkatasters 1992 wurde eine max. Probentiefe von 3,5 m ermittelt. Er hatte damals einen Trophie-Index von 4 (polytroph) und hatte keine stabile Schichtung. Der See hat keine größeren Zu- und Abflüsse. Der Haussee ist mit dem Cantorsee durch einen Graben verbunden. Ein minimaler Abfluss kann durch einen Graben zum Schulzensee und von dort weiter zum Großen Kuhsee erfolgen. Von Norden münden drei Entwässerungsgräben in den See.

## Geschichte
Der See wird bereits 1592 als Hauß Sehe beim Closter gelegen erwähnt. Er wird später auch Kloster- oder Haussee genannt. Der Begriff Haussee ist in Brandenburg seit dem 16. Jahrhundert nachgewiesen und ein häufiger Seename. Er bezeichnet Seen, die zu einem Kloster, einer Burg, einem Schloss oder einem Rittersitz gehörten. Meist wurden dadurch ältere Seenamen verdrängt.
Im Schmettauschen Kartenwerk von 1767/87 sind Haussee und Cantorsee noch ein See; dieser größere See ist als Haussee bezeichnet. Wann der Seespiegel so stark abgesunken ist, oder abgesenkt wurden, dass zwei Seen entstanden sind, konnte nicht ermittelt werden.

## Wirtschaftliche Bedeutung und Freizeit
Der See ist an die Prenzlauer Fischereibetrieb Uckermark GmbH verpachtet. Es werden auch Gästekarten zum Angeln ausgegeben. An Fischbestand werden Barsch, Hecht, Karpfen, Rotauge und Rotfeder angegeben.